# Lloro negre petit
El lloro negre petit
(Coracopsis nigra) és una espècie d'ocell de la família dels psitacúlids (Psittaculidae) que habita densos boscos, manglars i zones arbustives de Madagascar i les illes Comores i Seychelles.